# Concurso
Un concurso o certamen es una reunión planificada y organizada de actores de capacidad potencial mínima necesaria para el logro de determinados objetivos dentro de un servicio, tarea, función o acción, con el objeto de ser sometidos a una selección específica que suele realizar una institución colegiada denominada jurado; habitualmente bajo la forma de ordenación en función de sus méritos y capacidades, que demuestran mediante pruebas, por un baremo que puntúa su currículo o por sistemas mixtos. Los candidatos (concursantes, concurrentes u opositores) son seleccionados por uno o un determinado número de puestos fijados de antemano, o por figurar en las mejores posiciones de una clasificación (que puede ser determinante en la consecución de futuros puestos, o ser meramente honorífica). 
Un concurso puede hacer competir tanto a individuos, grupos, empresas o instituciones privadas o públicas.

## Concurso-oposición
En el ámbito laboral, académico y de la función pública, suelen establecerse mecanismos concursales para la selección de personal (concurso-oposición).

## Concurso mercantil
En el ámbito mercantil se produce el concurso de acreedores cuando una empresa se declara insolvente, regulado por el procedimiento concursal. La forma de adjudicar un bien o servicio mediante subasta también se asocia a lo concursal.

## Concurso artístico
En el ámbito artístico hay concursos artísticos (donde suelen entregarse premios) o festivales (donde suelen participar los artistas con el solo objetivo de participar o incluso por motivos políticos o sociales, recaudación de fondos para una causa, etc.).